# Lepidodactylus christiani
Lepidodactylus christiani — вид геконоподібних ящірок родини геконових (Gekkonidae). Ендемік Філіппін.

## Поширення і екологія
Lepidodactylus christiani мешкають на острові Негрос, де спостерігалися на схилах гір Каналон і Талініс та в районах озер Балінсасаяо, Сан-Хосе і Сан-Аґустін. Можливо, вони також мешкають на сусідніх островах Ромблон, Панай, Таблас і Сібуян. Lepidodactylus christiani живуть у вологих тропічних лісах, в папоротевих заростях та на плантаціях. Зустрічаються на висоті від 250 до 1200 м над рівнем моря. Відкладають яйця.